# Audible Magic
Audible Magic ist ein 1999 gegründetes US-amerikanisches Unternehmen, das Filter-Software für elektronische Medien anbietet. Der Hauptsitz des Unternehmens befindet sich in Los Gatos.
Zum Produktangebot des Unternehmens gehören sogenannte Content Filter für Radio- und Fernsehübertragungen, Internet- und Satelliten-Datenströme, digital gespeicherte Dateien und Netzwerk-Dateiübertagungen. Zu den bekanntesten Kunden von Audible Magic gehören die Internet-Portale SoundCloud, vimeo oder Facebook, sowie große Musik-Labels wie EMI Recorded Music oder Sony BMG, die sich vom Einsatz der Software eine Einschränkung der Verbreitung illegaler Kopien und Inhalte erhoffen.
In Irland hat im März 2008 das oberste Zivilgericht eine Klage mehrerer großer Musik-Labels gegen den Netzbetreiber Eircom zugelassen, der sich geweigert hatte, das Verhalten seiner Nutzer durch Einsatz von Filter-Software von Audible Magic zu überwachen.